# Josef Korsten
Josef Korsten (* 1. Juli 1957 in Gevenich bei Linnich) ist ein deutscher Politiker (SPD). Er war von 1999 bis 2015 erster hauptamtlicher Bürgermeister der nordrhein-westfälischen Stadt Radevormwald.

## Leben
Josef Korsten wuchs in Geilenkirchen auf. Er besuchte von 1964 bis 1967 die Katholische Volksschule in Geilenkirchen und anschließend das Städtische Gymnasium in Übach-Palenberg, an dem er 1976 das Abitur bestand. 1975 wurde er mit 17 Jahren Mitglied der SPD. Von 1979 bis 1987 gehörte er dem Stadtrat von Geilenkirchen an. Er studierte von 1976 bis 1981 die Fächer Sozialwissenschaften (Politikwissenschaft, Soziologie, Volkswirtschaftslehre) und Englisch an der RWTH Aachen mit dem Abschluss des 1. Staatsexamens für die Lehrämter der Sekundarstufen II und I. Während seines Studiums war Korsten Stipendiat der Friedrich-Ebert-Stiftung und als Dozent in der Bildungsarbeit der Stiftung tätig. Von 1982 bis 1984 absolvierte er seinen Vorbereitungsdienst als Studienreferendar am Bezirksseminar für Berufsbildende Schulen in Aachen sowie an der Berufsbildenden Schule für Wirtschaft in Baesweiler und dem Städtischen Gymnasium in Herzogenrath mit dem Abschluss des 2. Staatsexamen. Aufgrund fehlender freier Stellen für den Lehrerberuf arbeitete Korsten von 1984 bis 1987 zeitgleich in verschiedenen Teilzeittätigkeiten als Geschäftsführer der SPD-Kreistagsfraktion Heinsberg, wissenschaftlicher Mitarbeiter eines Landtagsabgeordneten, Vertretungslehrer an Schulen und in der Erwachsenenbildung. Außerdem verfasste er in dieser Zeit gemeinsam mit Adalbert Rudnick und Heribert Sangs das Schulbuch „Lernziel Demokratie – das Politikbuch für Berufsbildende Schulen“. Im Jahr 1985 wurde Korsten von der RWTH Aachen zum Dr. phil. promoviert mit einer Dissertation bei Kurt Lenk am Institut für Politische Wissenschaft zum Thema Rechtspopulismus und Neokonservatismus in den heutigen USA. Von 1987 bis 1990 war Josef Korsten dann als hauptamtlicher Geschäftsführer für die SPD-Fraktion im Wuppertaler Stadtrat tätig. Nebenbei absolvierte er an der Fernuniversität in Hagen ein Zusatzstudium für pädagogische Mitarbeiter in der Weiterbildung, das er 1989 mit einem Zertifikat abschloss. Seit 1990 war er bei der Stadt Radevormwald beschäftigt, bis 1997 als Erster Beigeordneter, danach bis 1999 als Stadtdirektor.

## Bürgermeisteramt

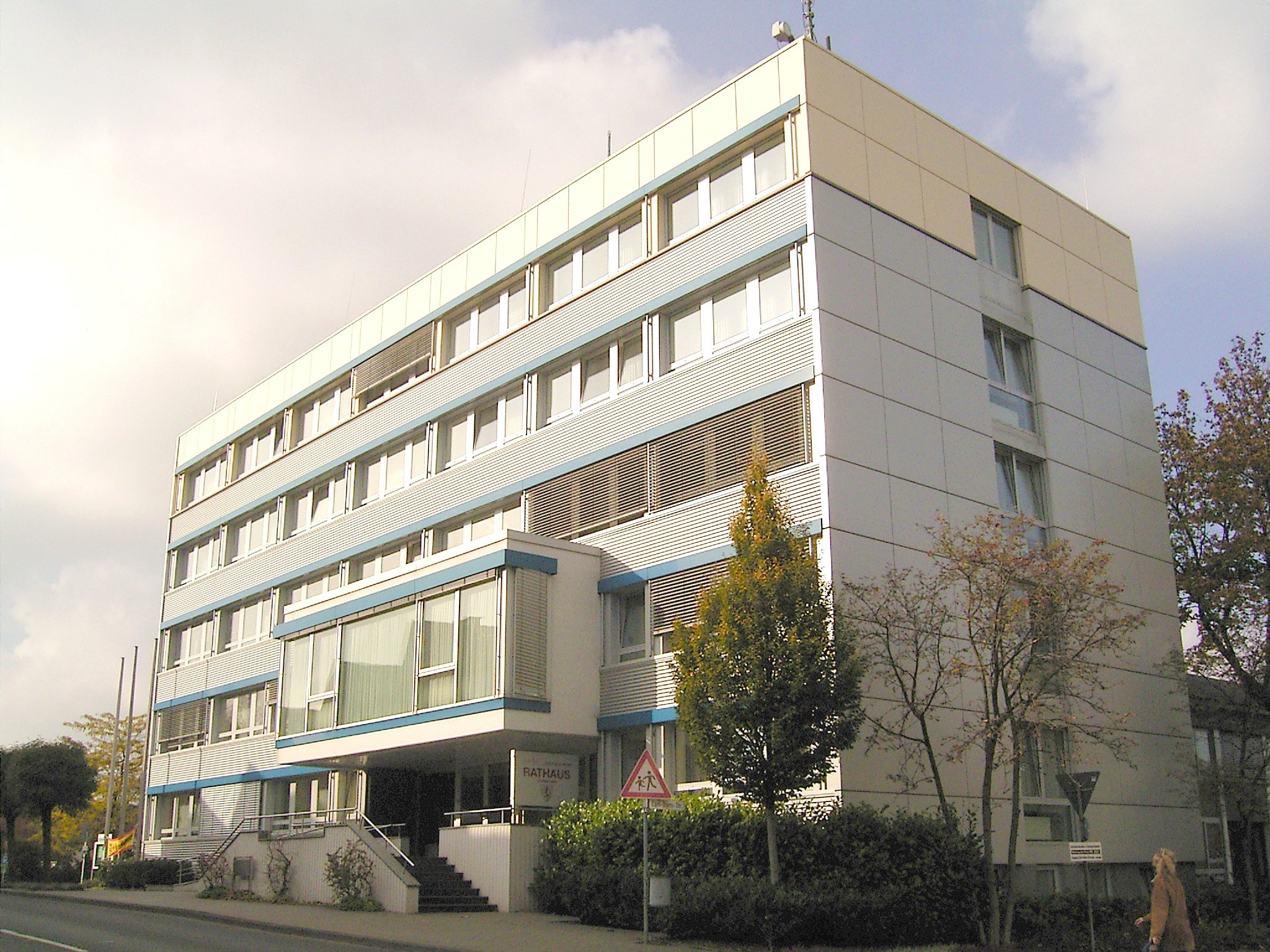
Das Rathaus von Radevormwald, 2007

Bei der Bürgermeisterwahl in Radevormwald am 12. September 1999 gewann er als Kandidat der SPD den ersten Wahlgang mit 44,29 Prozent der Stimmen gegen fünf weitere Kandidaten bei einer Wahlbeteiligung von 57,60 Prozent. Die Stichwahl am 26. September 1999 gewann Korsten mit 65,28 Prozent der Stimmen gegen Paul Jürgen Hanßen (CDU) bei einer Wahlbeteiligung von 46,15 Prozent und übernahm damit das Amt von der ehrenamtlichen Bürgermeisterin Erni Huckenbeck (CDU). Die Wiederwahl am 26. September 2004 gewann SPD-Kandidat Korsten mit 64,10 Prozent der Stimmen gegen die CDU-Herausforderin Erni Huckenbeck und den Kandidaten der FDP bei einer Wahlbeteiligung von 55,01 Prozent im ersten Wahlgang. Bei der erneuten Wiederwahl am 30. August 2009, bei der keine Stichwahl vorgesehen war, wurde Josef Korsten – diesmal als Einzelbewerber – gegen vier weitere Bewerber mit 33,50 Prozent der Stimmen bei einer Wahlbeteiligung von 57,78 Prozent bestätigt. Im Juni 2014 gab er bekannt, dass er zur Bürgermeisterwahl 2015 nicht mehr antreten werde. Sein Nachfolger als Bürgermeister von Radevormwald wurde Johannes Mans (Alternative Liste). Während seiner gesamten Amtszeit als Bürgermeister stand das SPD-Mitglied Korsten einem Stadtrat vor, in dem die CDU die stärkste Fraktion stellte.